# Riepjewka (osiedle przy stacji)
Riepjewka (ros. Репьевка) – osiedle przy stacji w Rosji, w obwodzie uljanowskim, w rejonie nowospaskim. W 2010 liczyło 449 mieszkańców.